# Зимница (Могилёвская область)
Зи́мница (бел. Зімніца) — деревня в составе Подгорьевского сельсовета Могилёвского района Могилёвской области Белоруссии.

## Население
- 1999 год — 93 человека
- 2010 год — 85 человек